# 크로노필리아
크로노필리아(chronophilia)라는 용어는 존 머니가 고안해낸 용어로서 특정한 나이대의 사람에게만 성적 매력을 느끼는 것을 의미한다. 존 머니는 크로노필리아를 성도착의 한 형태로 정의하였다. 이 용어는 성문제 전문가들 사이에서 널리 사용되는 용어는 아니며, 대신에 증상에 따라 아래와 같은 용어들로 분류하여 사용한다.

## 나이별 성적 기호
- 소아성애증 또는 페도필리아(Pedophilia)는 정신 질환의 일종으로 사춘기 이전의 아동에 대한 성적 기호를 갖는 증상을 일컫는다.[3][4] 정신장애의 진단 및 통계 편람(DSM)에 따르면, 소아성애증은 일종의 성도착으로서 이 증상을 가진 사람은 아동에 대한 강렬한 성적 욕구를 가지고 있으며, 그 때문에 아동에 대한 성적 환상을 반복적으로 체험하며 스트레스 및 대인관계에 어려움을 초래한다고 명시되어 있다.[5] 소아성애증 환자 여부는 16세 이상의 남녀를 대상으로 DSM 또는 ICD 기준에 따라 검사해보면 알 수 있다.[6] 소아성애증은 아동 성학대를 저지르는 사람에게 흔히 볼 수 있는 질환이다.[7][8][9] 하지만 일부 아동 성폭력범의 경우, 소아성애증 진단 여부의 기준에 미치지 못하는 경우도 있다.[10] ‘네피오필리아(Nepiophilia)’와 ‘인판토필리아(infantophilia)’는 일반적으로 1세~4세 가량의 유아에게 성욕을 느끼는 증후군을 일컫는다.[11]

- 헤베필리아(Hebephilia)와 에페보필리아(Ephebophilia)는 각각 10대 청소년을 성적 욕구의 대상으로 보는 성적 경향을 의미한다.[12][13] 헤베필리아라는 용어는 1955년 글루크가 처음으로 소개하였다.[14] 쿠르트 프로인드(와 알레스 코라스키)는 사춘기 또는 사춘기를 갓 지난 청소년에 성적 기호를 ‘아도레스첸토필리아(Adolescentophilia)’라고 호칭하였다. 프로인드와 코라스키는 헤베필리아와 에페보필리아를 선호하는 나이에 따라 세 단계로 구분 지었다. 제1단계는 사춘기 초기 연령의 청소년을, 제2단계는 한창 사춘기거나 사춘기를 갓 지난 청소년을, 제3단계는 청년기에 접어들기 직전인 청소년을 성적 대상으로 보는 단계이다.[15]

- 어른성애증 또는 텔레이오필리아(Teleiophilia)는 어른을 성적 대상으로 바라보는 성적 기호를 일컫는 말이다.[16] 어른이 어른을 좋아하는 것은 물론 아동이나 청소년이 어른을 좋아하는 것도 포함된다. 텔레이오필리아는 성별에 따른 두 종류로 나뉘는데, 어른 여성을 좋아하는 것은 ‘지니필리아’, 어른 남성을 좋아하는 것은 ‘안드로필리아’라고 부른다. 텔레이오필리아는 ‘아둘토필리아(adultophilia)’라고도 불린다.[17]

- 노인성애증 또는 제론토필리아(Gerontophilia)는 노인들에게 성욕을 느끼는 증후군을 일컫는다.[18]

## 같이 보기
- 나이 차이와 성적 관계
- 성도착 목록
- MILF